# 小びとの森の物語
『小びとの森の物語』（The Gnome-Mobile）は、1967年のウォルト・ディズニー・プロダクションによるアメリカ合衆国の映画。出演はウォルター・ブレナンなど。
本作は、ウォルト・ディズニーが関与した最後の映画の1つとなった。また、マシュウ・ガーバーとエド・ウィンが最後に出演した映画となった。

## キャスト
| 役名                 | 俳優                     | 日本語吹き替え | 日本語吹き替え |
| 役名                 | 俳優                     | VHS版          | WOWOW版        |
| -------------------- | ------------------------ | -------------- | -------------- |
| D・J・マルルーニ     | ウォルター・ブレナン     | 内田稔         | 川久保潔       |
| ノビー               | ウォルター・ブレナン     | 吉水慶         | 城山堅         |
| ロドニー             | マシュウ・ガーバー       | 後藤真寿美     | 飯野翔太       |
| エリザベス           | カレン・ドートリス       | 土井美加       | 本多瑛未里     |
| ラルフ・ヤービー     | リチャード・ディーコン   | 小山武宏       | 西村知道       |
| ジャスパー           | トム・ローウェル         | 田中正彦       | 松本保典       |
| クウェクストン       | ショーン・マックローリー | 山口嘉三       | 池田勝         |
| ルーファス           | エド・ウィン             | 江原正士       | 辻村真人       |
| ラムジー             | ジェローム・コーワン     | 江原正士       | 幹本雄之       |
| スコジンス           | チャールズ・レイン       | 関時男         | 石森達幸       |
| ケティー             | モーディー・プリケット   | 久保田民絵     | 一城みゆ希     |
| バイオレット         | キャミ・セブリング       | 土井美加       | 篠原恵美       |
| ペチボーン           | フランク・ケイディ       | 関時男         | 清川元夢       |
| エタ                 | エレン・コービイ         | 久保田民絵     | 鈴木れい子     |
| ポール               | カール・ヘルド           | 山口嘉三       | 永野広一       |
| ガソリンスタンド店員 | アルヴィ・ムーア         | 江原正士       | 安西正弘       |
| アナウンサー         | ?                        | 寺内よりえ     | 伊藤栄次       |
| フクロウ             | パーリー・ベア           | 山口嘉三       | 峰恵研         |
| あらいぐま           | ジミー・マーフィー       | 伊藤和晃       | 宇垣秀成       |

- 日本語吹替：1995年制作、WOWOWにて放送。

※日本語吹替は上記の他、劇場公開版、1990年9月26日に「水曜映画劇場」で放送されたフジテレビ版も存在する。

## スタッフ
- 監督：ロバート・スティーヴンソン
- 製作：ウォルト・ディズニー
- 原作：アプトン・シンクレア
- 脚本：エリス・カディソン
- 撮影：エドワード・コールマン
- 編集：ノーマン・R・パーマー
- 音楽：バディ・ベイカー
- メインテーマ 「The Gnome-Mobile Song」：シャーマン兄弟

### 日本語版
- 演出：松岡裕紀
- 翻訳：中村久世
- プロデューサー：岡本企美子
- 制作：B.V.I.ダビングプロダクションズ、グロービジョン